# Андреев, Владимир Семёнович
Владимир Семёнович Андреев (28 июля 1896 — 11 августа 1971) — советский военачальник, генерал-майор (16.10.1943).

### Ранние годы
Родился 28 июля 1896 года в городе Балашов Саратовской губернии (ныне Саратовской области). Русский.
До призыва в армию Андреев в 1910—1911 годах учился в ремесленном училище в городе Симбирске и работал на бетонном заводе, с мая 1913 года — чернорабочим на постройке Императорского моста через Волгу.

### Первая мировая война
В июле 1915 года добровольно поступил на военную службу и был зачислен в запасной автополк в Петрограде. В ноябре — декабре там же служил рядовым и грузчиком дров на Семёновском плацу, затем направлен сигналистом в 17-ю автороту.
С января по май 1916 года проходил обучение в учебной команде лейб-гвардии Литовского полка. По окончании был направлен на Кавказский фронт, где воевал отделённым командиром в чине ефрейтора и младшего унтер-офицера в 17-й автороте (город Эрзерум).
С мая по август 1917 года — шофёр у начальника гарнизона в города Тифлис, затем переведён командиром взвода в 4-ю автороту в город Трапезунд. В этой роте дослужился до старшего унтер-офицера.

### Революция и Гражданская война
В ноябре 1917 года перешёл в Красную гвардию и участвовал в борьбе с бандитизмом в Крыму, на Северном Кавказе, под Ростовом-на-Дону.
С марта 1918 года на службе в Красной армии и был направлен на учёбу в Симбирскую школу инструкторов. В её составе отделённым командиром и помощником командира взвода принимал участие в подавлении антисоветского мятежа Муравьёва, в боях с белочехами и белогвардейцами под Симбирском, Казанью, Свияжском и Буинском.
После овладения советскими войсками Симбирском 1 ноября 1918 года окончил школу и перешёл для продолжения учёбы в особый взвод на 32-е Симбирские пехотные курсы. Старшиной роты курсантов и врид командира роты участвовал в подавлении Сенгилеевского восстания в Симбирской губернии. 1 мая 1919 года окончил курсы и был оставлен на них командиром взвода, затем убыл с ними на Южный фронт. В первом же бою принял командование ротой, заменил выбывшего по ранению командира.
В 1919 году вступил в ВКП(б).
В августе 1920 года с ротой курсантов убыл в Пятигорск на формирование Пятигорских пехотных командных курсов. Участвовал в боях под Кисловодском и Ессентуками. Там же одновременно выполнял обязанности члена Военно-юридической комиссии при ЦК партии во время борьбы с бандитизмом в нейтральной зоне при разрешении конфликта между карачаевцами и кабардинцами.

### После Гражданской войны
В июне 1922 года вернулся в Симбирск в 12-ю пехотную школу, где проходил службу помощником командира и командиром роты.
С августа 1923 года находился на учёбе в Высшей тактико-стрелковой школе комсостава РККА имени III Коминтерна.
В июне 1924 года досрочно был выпущен и назначен командиром роты и начальником постов в Памирский отряд.
С июня 1925 года командовал ротой в караульном батальоне в городе Ташкент.
В марте 1926 года переведен в МВО командиром роты 16-го стрелкового полка 6-й стрелковой дивизии в город Орел. С августа 1928 года там же командовал ротой в Иваново-Вознесенской пехотной школе имени М. В. Фрунзе.
С ноября 1929 года проходил службу на Московских военно-политических курсах им. В. И. Ленина в должностях командира роты и начальника штаба батальона.
С мая 1933 года командовал батальоном в Московской пехотной школе в городе Тамбов.
В январе 1936 года направлен на Дальний Восток командиром 96-го стрелкового полка 32-й стрелковой дивизии ОКДВА.
В июле 1938 года зачислен в распоряжение Управления по начсоставу РККА, а в сентябре назначен начальником цикла и начальником кафедры тактики Военно-политического училища имени В. И. Ленина в Москве.
С декабря 1939 года полковник Андреев исполнял должность помощника начальника учебного отдела — начальника военного цикла Высших курсов усовершенствования политсостава Красной армии.

### Великая Отечественная война
В сентябре 1941 года назначен командиром 326-й стрелковой дивизии МВО, формировавшейся в городе Саранск. С 20 октября она вошла в состав 10-й резервной армии. В начале декабря дивизия вместе с армией была включена в состав Западного фронта и участвовала в Тульской наступательной операции. Её части из района города Сапожок Рязанской области вели наступление в направлении на железную дорогу Михайлов — Павелец. 16 декабря они форсировали реку Упа.
19 декабря в боях на подступах к городу Плавск полковник Андреев был ранен и до 8 апреля 1942 года находился на лечении в госпиталях.
После выздоровления 15 апреля 1942 года он был назначен врид командира 52-й стрелковой дивизии, формировавшейся в городе Коломна, затем Солнечногорск и Данилов. Во второй половине июня дивизия убыла на Калининский фронт и с 12 июля была включена в состав 30-й армии.
1 августа 1942 года её части перешли в наступление в направлении города Ржев. При прорыве обороны противника командир дивизии полковник Андреев был тяжело ранен и эвакуирован в тыл в результате неудачной операции лишился ноги. До 14 ноября находился в госпитале в Москве, затем в отпуске по болезни.
Признан ограниченно годным к несению воинской службы, в феврале 1943 года назначен начальником 1-го Куйбышевского пехотного училища.
В октябре 1944 года, в связи с ухудшением состояния здоровья, генерал-майор Андреев назначается начальником военной кафедры Самаркандского государственного университета Узбекской ССР.

### После войны
25 февраля 1946 года уволен в отставку. После увольнения оставлен в должности начальника кафедры и проработал в ней до конца 1947 года.
С февраля 1948 года был директором Дома учёных в Самарканде.
Умер 11 августа 1971 года, похоронен в Самарканде.

## Награды
- орден Ленина (21.02.1945[1])
- два ордена Красного Знамени (22.02.1944, 03.11.1944[1])
- Медали СССР в том числе:
  - «XX лет Рабоче-Крестьянской Красной Армии» (1938)
  - «За оборону Москвы» (1944)
  - «За Победу над Германией в Великой Отечественной войне 1941—1945 гг.» (1945)